# Болдвінсвілл (Нью-Йорк)
Болдвінсвілл (англ. Baldwinsville) — селище (англ. village) в США, в окрузі Онондага штату Нью-Йорк. Населення — 7898 осіб (2020).

## Географія
Болдвінсвілл розташований за координатами 43°9′23″ пн. ш. 76°19′50″ зх. д. / 43.15639° пн. ш. 76.33056° зх. д. (43.156455, -76.330689).  За даними Бюро перепису населення США в 2010 році селище мало площу 8,48 км², з яких 8,01 км² — суходіл та 0,47 км² — водойми.

## Демографія
Згідно з переписом 2010 року, у селищі мешкало 7378 осіб у 3099 домогосподарствах у складі 1922 родин. Густота населення становила 870 осіб/км².  Було 3274 помешкання (386/км²).
Расовий склад населення:
| - 95,9 % — білих - 0,9 % — чорних або афроамериканців - 0,9 % — азіатів - 0,5 % — корінних американців |

До двох чи більше рас належало 1,3 %. Частка іспаномовних становила 1,8 % від усіх жителів.
За віковим діапазоном населення розподілялося таким чином: 23,4 % — особи молодші 18 років, 58,9 % — особи у віці 18—64 років, 17,7 % — особи у віці 65 років та старші. Медіана віку мешканця становила 41,4 року. На 100 осіб жіночої статі у селищі припадало 89,8 чоловіків;  на 100 жінок у віці від 18 років та старших — 84,2 чоловіків також старших 18 років.
Середній дохід на одне домашнє господарство  становив 59 542 долари США (медіана — 47 431), а середній дохід на одну сім'ю — 74 783 долари (медіана — 66 102). Медіана доходів становила 50 784 долари для чоловіків та 35 574 долари для жінок. За межею бідності перебувало 9,0 % осіб, у тому числі 10,7 % дітей у віці до 18 років та 6,5 % осіб у віці 65 років та старших.
Цивільне працевлаштоване населення становило 3319 осіб. Основні галузі зайнятості: освіта, охорона здоров'я та соціальна допомога — 30,3 %, роздрібна торгівля — 13,3 %, мистецтво, розваги та відпочинок — 11,6 %.